# Kristina Antoniychuk
Kristina Antoniychuk (Ucraniano: Христина Антонійчук: Kolomyia, 4 de Setembro de 1990) é uma tenista profissional ucraniana, seu melhor ranking de N. 163 pela WTA.